# 駐日ノルウェー大使館
駐日ノルウェー大使館（ちゅうにちノルウェーたいしかん、英語: Embassy of Norway in Japan）は、ノルウェーが日本の首都東京に設置している大使館である。

## 所在地
大使館は東京都港区南麻布5丁目12-2に位置している。改修工事のため、2023年5月末より、下記の住所で運営されている。
| 日本語 | 〒105-0011 東京都港区芝公園3-4-30 32芝公園ビル9階                       |
| 英語   | 9F, 32 Shiba Koen Building, 3-4-30 Shibakoen, Minato-ku, Tokyo 105-0011 |

## 大使
2023年10月12日より、クリスティン・イグルムが特命全権大使を務めている。

## ギャラリー
以下、改修中である南麻布の大使館の画像を示す。

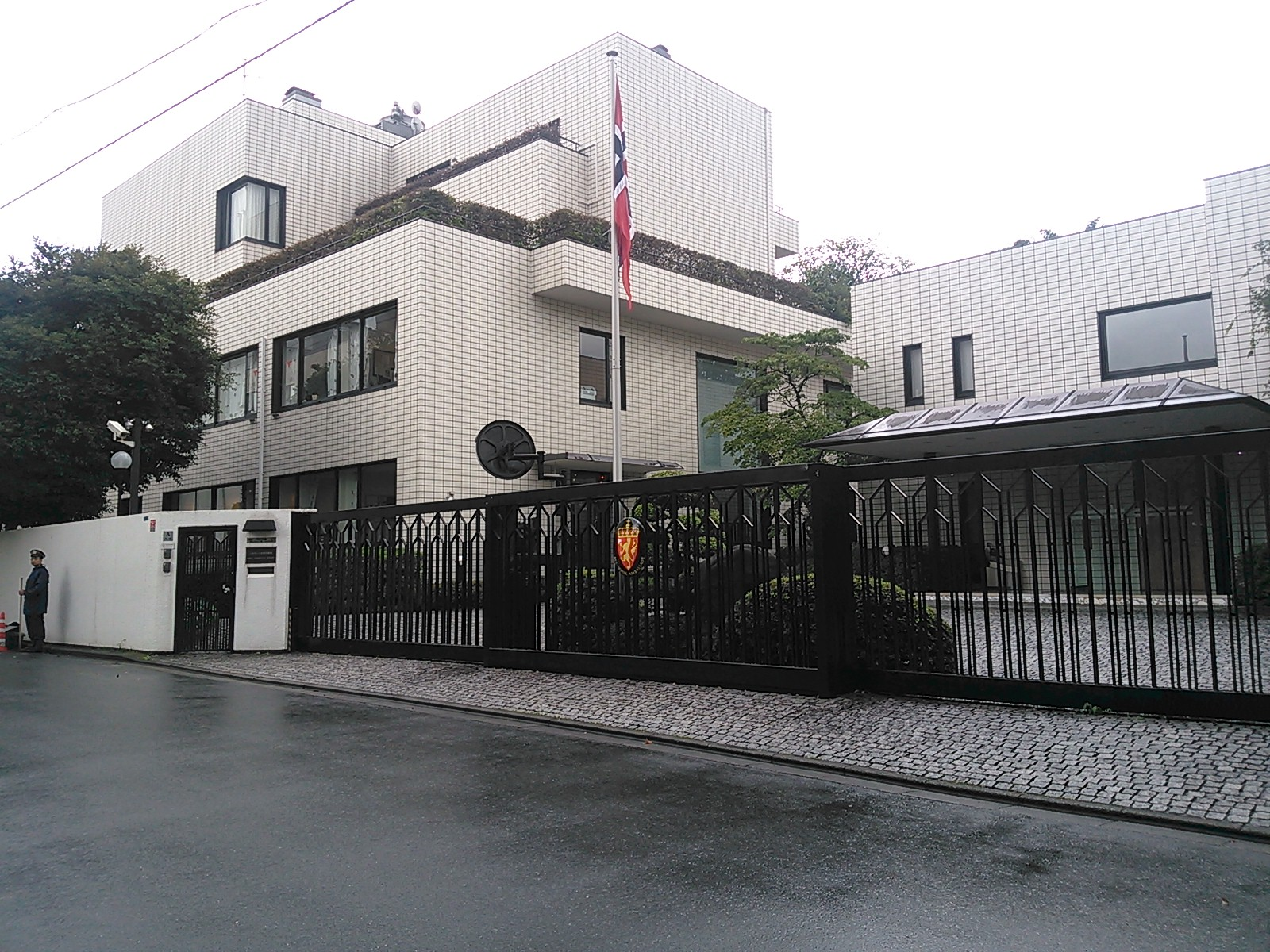
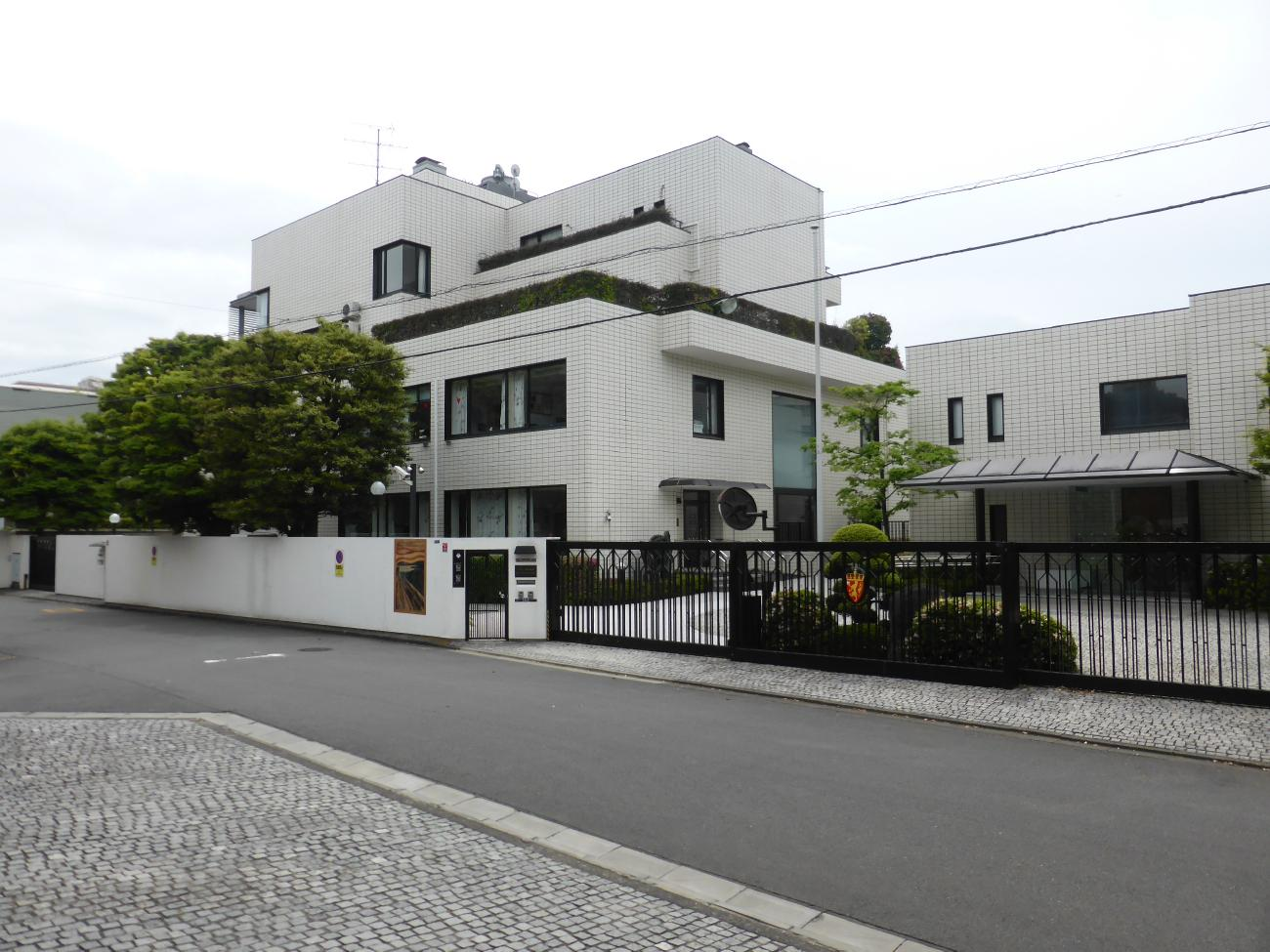
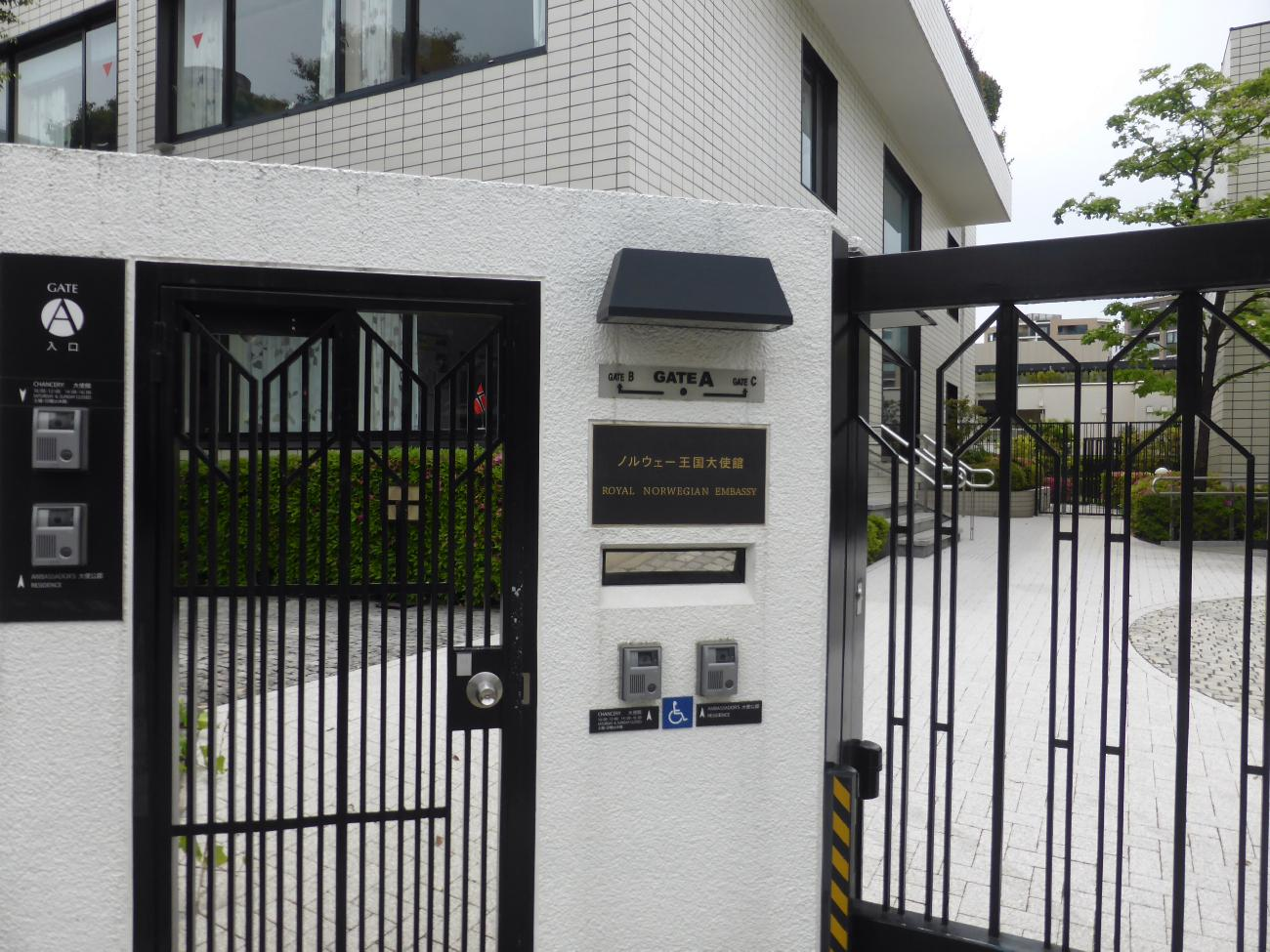